# 莫哈末依沙·阿都沙末
丹斯里莫哈末依沙·阿都沙末（1949年11月14日—），马来西亚森美兰第9任州务大臣，也是在任时间最久（1982年－2004年）的州务大臣，2004年至2008年期间出任联邦直辖区部长，先后出任森美兰宁宜州议员（1978年－2004年）、仁保国会议员（2004年－2008年；2013年－2018年）及峇眼槟榔州议员（2008年－2013年）。2011年至2017年间出任联邦土地发展局主席。
2021年2月3日，莫哈末依沙担任联土局主席期间在购置酒店案中面对的9项收贿309万令吉的控状被高庭宣判罪名成立，判处监禁6年和罚款1540万令吉 。

## 争议

### 购置酒店案
2018年12月14日，莫哈末依沙因在担任联邦土地发展局（Felda）主席期间涉嫌批准联邦土地发展局投资机构（FIC）高价购买砂拉越古晋一间酒店，在吉隆坡地庭被控一项刑事失信罪以及9项收贿罪，涉及款额达300万令吉。依沙在通译员念出所有控状后，表示不认罪，并要求审讯。法官允许他与1名担保人，以80万令吉保释，同时他的护照将移交给法庭保管，案件定于2019年1月25日进行审讯。 
2020年6月16日，法官莫哈末纳兹兰裁决，依沙所有收贿控状的表面罪名成立，因此谕令被告出庭自辩，不过，其失信控状获无罪释放。
2021年2月3日，高庭宣判莫哈末依沙的控状皆罪名成立，判处监禁6年和罚款1540万令吉 。 